# 潘榛
潘榛（？—？），字茂昆，號麓源，山東兖州府鄒縣人，明朝政治人物。

## 生平
萬曆十三年（1585年）乙酉科山東鄉試舉人。萬曆二十年（1592年），登壬辰科第三甲第一百八十九名進士，禮部觀政，二十一年初授河南汝陽知縣，二十三年調青縣，二十七年升刑部主事，二十八年山西恤刑，三十一年升员外郎，三十二年升郎中，本年升庐州知府，仕至山西冀宁道副使，三十八年考察降。以母病归养，父母相继辞世，居喪哀毁骨立，服除，竟不起。

## 家族
曾祖潘會；祖父潘詡，寿官；父潘纓，寿官。